# ملعب أنطونيس بابادوبولوس
ملعب أنطونيس بابادوبولوس هو ملعب كرة قدم يقع في مدينة لارناكا في قبرص . يسع الملعب لجلوس 10،003 متفرج . يعتبر الملعب الرسمي الذي يخوض فيه نادي أنورثوسيس فاماغوستا مبارياته . تم افتتاح الملعب في سنة 1986 .